# 클루아니 국립공원 및 보호구역

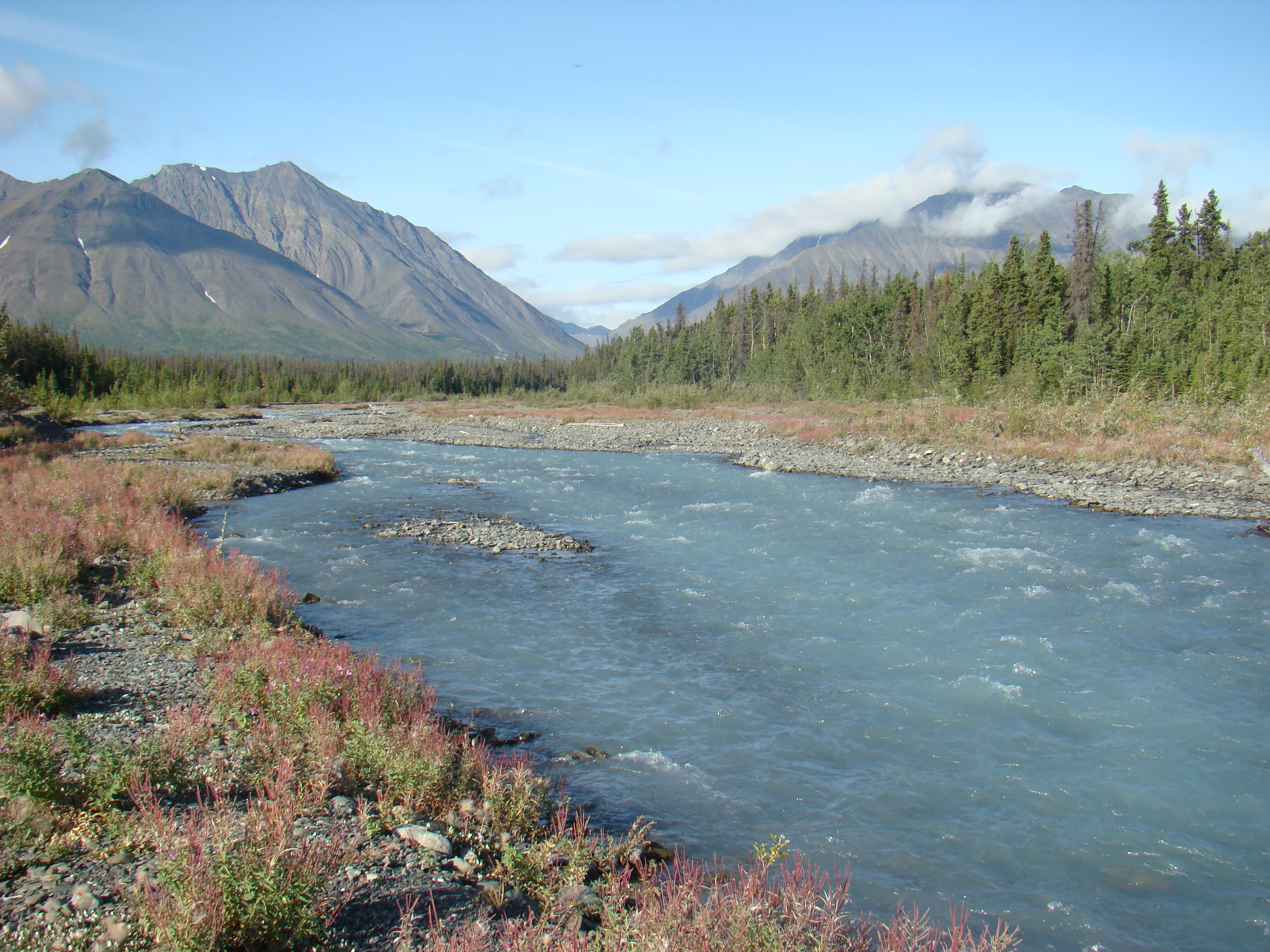

클루아니 국립공원 및 보호구역(Kluane National Park and Reserve, /kluːˈɑːniː/, 프랑스어: Parc national et réserve de parc national de Kluane)은 유콘 준주 남서쪽 모퉁이에 있는 두 개의 보호 지역이다. 국립공원 보호구역은 원주민 토지 소유권 주장이 해결될 때까지 1972년에 국립공원으로 지정되었다. 그것은 22,013 제곱킬로미터 (8,499 제곱마일)의 면적을 차지했다. 보호구역의 동쪽 부분에 대해 샴페인 및 아이시히크 원주민과 합의가 이루어졌을 때, 그 부분(5,900 제곱킬로미터 (2,300 제곱마일))은 1993년에 국립공원이 되었으며, 공동으로 관리되는 국립공원 시스템의 단위이다. 더 넓은 서부 구역은 보호 구역으로 남아 있으며 클루아니 원주민과의 최종 토지 소유권 주장 합의를 기다리고 있다. 공원은 남쪽으로 브리티시컬럼비아주와 접해 있으며, 보호구역은 남쪽으로 브리티시컬럼비아주, 남쪽과 서쪽으로 미국(알래스카)과 접해 있다.
보호구역에는 캐나다에서 가장 높은 산인 세인트 엘리아스 산맥의 로건 산(5,959 미터 or 19,551 피트)이 포함되어 있다. 돈젝 빙하(Donjek Glacier)를 포함한 산과 빙하가 공원 전체의 83%를 차지하고 있다. 공원의 나머지 부분은 가장 큰 산과 빙하의 동쪽인 숲과 툰드라로 이루어져 있으며, 기후는 공원의 서쪽과 남쪽 부분보다 더 춥고 건조하다. 나무는 공원의 가장 낮은 고도에서만 자란다.